# 民主的经济理论
《民主的经济理论》是一本安東尼·唐斯创作的关于经济学的书籍，1957年出版，在其中首次提出「理性無知」。